# Nicholas Spit
Nicholas Bartholomeus Petrus Spit (Enkhuizen, 9 marzo 1853 – Amersfoort, 24 maggio 1929) è stato un vescovo vetero-cattolico olandese.

## Biografia
Nicholas Spit nacque ad Enkhuizen il 9 marzo 1853. Dopo la sua formazione presso il seminario vetero-cattolico di Amersfoort nel 1879 divenne presbitero. Fu cappellano ad Amersfoort ed Egmond aan Zee. In quest'ultima città ebbe una parte importante della costruzione di una nuova chiesa. Nel 1884 fu eletto parroco della parrocchia dei Santi Pietro e Paolo a Rotterdam - detta anche del "Paradiso".

## Incarichi ecclesiastici
Dopo essere diventato nel 1892 membro del Capitolo Metropolitano, il 19 febbraio 1894 fu eletto vescovo di Deventer, e fu consacrato il 30 maggio 1895. Ricoprì la carica di vescovo in aggiunta al suo incarico pastorale a Rotterdam. Come motto scelse le parole del Salmo 72,28 ((LA) Spem In Te Posui, In Te, Signore, ho costruito la mia speranza). Nel 1913 divenne decano del Capitolo Metropolitano, e Arciprete di Schieland e dell'Olanda meridionale.
Nel 1907 fu co-consacratore di Franciszek Hodur per la Chiesa cattolica nazionale polacca, e nel 1909 fu co-consacratore di Jan Maria Michał Kowalski per la Chiesa vetero-cattolica mariavita.
I suoi ultimi anni sono stati caratterizzati da una crescente sordità e da disturbi della vista, che lo costrinsero al ritiro dalla vita pubblica a partire dal 1922.